# 6:2-Fluortelomeralkohol
6:2-Fluortelomeralkohol (6:2-FTOH) ist eine chemische Verbindung, die zur Gruppe der Fluortelomeralkohole innerhalb der per- und polyfluorierten Alkylverbindungen (PFAS) gehört.

## Gewinnung und Darstellung
6:2-FTOH wird mittels Telomerisation hergestellt, wovon sich auch der Name ableitet.

## Verwendung
Mit perfluorierten Tensiden werden verschiedene Verbraucherprodukte wie Textilien oder Lebensmittelverpackungen ausgerüstet, um ihnen wasser- und fettabweisende Eigenschaften zu verleihen. 6:2-FTOH kann als Verunreinigung in Endprodukten wie Papier oder Karton für Lebensmittelverpackungen enthalten sein.

## Biologische Bedeutung
Die Produkt-Verunreinigungen können aus den Materialien hinaus migrieren. 6:2-FTOH kann u. a. in Perfluorhexansäure, Perfluorpentansäure und Perfluorbutansäure umgewandelt werden, welche in der Umwelt persistent sind.